# Reece Clarke
Reece Clarke (Airdrie, 27 marzo 1995) è un danzatore scozzese, primo ballerino del Royal Ballet dal 2022.

## Biografia
Nato e cresciuto an Airdrie, all'età di undici anni è stato ammesso alla Royal Ballet School di Londra, precedentemente frequentata dai fratelli maggiori Ross, Russ e Ryan.
Si è unito al Royal Ballet nella stagione 2013/2014, durante la quale ha danzato ruoli minori ne La sagra della primavera di Kenneth MacMillan e ne Lo schiaccianoci di Peter Wright. Dopo la promozione a "first artist" nel 2016 ha iniziato a danzare ruoli di maggior rilievo, tra cui Antigono in The Winter's Tale di Christopher Wheeldon e, soprattutto, il suo primo ruolo da protagonista, quello del Principe nel Lo schiaccianoci di Wright. Nei mesi successivi ha ampliato il proprio repertorio danzando nel Marguerite and Armand di Frederick Ashton accanto a Roberto Bolle.
Dopo aver inaugurato la stagione 2017/2018 con la promozione a solista, Clarke ha ampliato il proprio repertorio di parti da protagonista, danzando i ruoli di Aminta nella Sylvia (Ashton), del Principe nello Schiaccianoci e di Des Grieux in Manon (MacMillan), tutti e tre accanto a Lauren Cuthbertson. Dopo aver aggiunto al suo repertorio il ruolo di Espada nel Don Chisciotte (Petipa) nella stagione 2018/2019, il 2020 ha lanciato definitivamente la sua carriera quando è diventato il partner di scena di Natal'ja Osipova, con cui ha esordito danzando il ruolo dell'eponimo protagonista in Onegin (Cranko); al termine della stagione è stato promosso al rango di primo solista.
Il sodalizio artistico con Osipova è proseguito con successo durante la stagione 2021/2022, durante la quale Clarke ha fatto il suo debutto come Romeo nel Romeo e Giulietta (MacMillan), Albrecht in Giselle (Wright) e Siegfried ne Il lago dei cigni (Scarlett); al termine della stagione è stato proclamato primo ballerino della compagnia. In seguito alla promozione a étoile, Clarke ha continuato a danzare regolarmente accanto ad Osipova nelle stagioni 2022/2023 e 2023/2024, ampliando il proprio repertorio con i ruoli del Principe in Cenerentola (Ashton) e La bella addormentata (de Valois), Peter in Woolf Works (McGregor), Woyzeck in Different Drummer (MacMillan) e Basilio in Don Chisciotte (Acosta). 
Attivo anche a livello internazionale come étoile ospite, ha danzato come Albrecht accanto alla Giselle di Alina Cojocaru a Tbilisi nel 2023. Nel luglio 2024 ha esordito al Teatro alla Scala danzando come Des Grieux in Manon con Nicoletta Manni; nello stesso mese ha fatto il suo debutto con il Tokyo Ballet, danzando come Solor ne La Bayadère (Makarova) accanto a Marianela Núñez, sua collega del Royal Ballet con cui aveva precedentemente danzato anche nel Tchaikovsky Pas de Deux (Balanchine) al London Coliseum e ne Les Rendezvous (Ashton) al Covent Garden. Nella stagione 2024/2025 ha iniziato a danzare più di frequente con altre ballerine del Royal Ballet: ha danzato accanto a Núñez in Cenerentola, Onegin e Symphony in C, è stato il Romeo di Anna Rose O'Sullivan nel Romeo e Giulietta ed ha esordito nel ruolo di Jack in Alice nel Paese delle Meraviglie (Wheeldon) insieme all'Alice di Ella Newton Severgnini. Nel  luglio 2025 ha fatto il suo debutto al Metropolitan Opera House, danzando come Aminta nella Sylvia insieme all'American Ballet Theatre.